# Прокоп Велики
Андреас Прокоп, наричан Остригания, а по-късно и Прокоп Велики (на чешки: Prokop Holý, Prokop Veliký) (ок. 1380 – 1434) е чешки хуситски хетман. Той е предводител на каликстинците, а след смъртта на Ян Жижка – на хуситите-таборити.